# Ans-et-Glain
Ans-et-Glain est une ancienne commune belge de la province de Liège. La commune est divisée en deux le 31 décembre 1874.  Elle est partagée depuis 1977 entre les communes de Ans et de Liège.

## Historique
En 888, le roi Arnulf confirmait au couvent Ste Marie d'Aix-La-Chapelle ses proprietés à "Glaniaco".
La commune d'aujourd'hui est née en 1795 lorsque les villages Ans et Glain s'unirent dans une nouvelle commune appelée Ans-et-Glain. Depuis 1624, Glain était une paroisse indépendante mais, avant cette date, elle avait toujours appartenu à Ans.
Grâce à l'extraction de charbon, Glain est au XIXe siècle une commune prospère, attisant les velléités indépendantistes. Le 31 décembre 1874, la commune est divisée et Ans et Glain deviennent des communes indépendantes et distinctes.

## Le développement démographique
Source: INS ; Remarque :1806 t/m 1866 = recensement ; 1874 = population au 31 décembre

## Personnalités
- Émile Jamar (1804-1996), homme politique belge, est né à Ans-et-Glain.